# Dekanat rogowski

## Parafie
- Parafia św. Wawrzyńca w Czewujewie
- Parafia Nawiedzenia Najświętszej Maryi Panny w Gościeszynie
- Parafia św. Mikołaja w Janowcu Wielkopolskim
- Parafia św. Jana Chrzciciela w Kołdrąbiu
- Parafia św. Mateusza w Lubczu
- Parafia św. Doroty w Rogowie
- Parafia św. Marii Magdaleny w Ryszewku